# Masayuki Okuyama
Masayuki Okuyama (japanisch 奧山 政幸 Okuyama Masayuki; * 28. Juli 1993 in Toyota) ist ein japanischer Fußballspieler.

## Karriere
Okuyama erlernte das Fußballspielen in der Jugendmannschaft von Nagoya Grampus und der Universitätsmannschaft der Waseda-Universität. Seinen ersten Vertrag unterschrieb er 2016 beim Renofa Yamaguchi FC. Der Verein spielte in der zweithöchsten Liga des Landes, der J2 League. Für den Verein absolvierte er fünf Ligaspiele. 2017 wechselte er zum Ligakonkurrenten FC Machida Zelvia. Am Ende der Saison 2023 feierte er mit Machida die Zweitligameisterschaft sowie den Aufstieg in die erste Liga. Nach über 260 Ligaspielen wechselte er im August 2024 auf Leihbasis zum Zweitligisten Vegalta Sendai. Für den Verein aus Sendai bestritt er zwölf Ligaspiele. Nach der Ausleihe wurde Okuyama im Februar 2025 fest von Sendai unter Vertrag genommen.

## Erfolge
FC Machida Zelvia
- Japanischer Zweitligameister: 2023  ▲